# Nicarete villosicornis
Nicarete villosicornis là một loài bọ cánh cứng trong họ Cerambycidae.